# Физика колебаний и волн
Фи́зика колеба́ний и волн — раздел общей физики, изучающий циклическим изменением физических величин во времени и в пространстве. Это — одна большая часть школьного курса физики, изучается после электромагнетизма ( рассматривая механические и электромагнитные процессы вместе ) или сразу с механикой ( в связи с тем, что теория колебаний и волн развивается на основе кинематики и динамики, что охватывает механика ). 

## Циклические процессы
В колебательных и волновых процессах численные значения физических величин циклически изменяются. Для упрощения анализа физических явлений в пространственных и временных координатах можно рассматривать проекции. Если зафиксировать какой-либо момент времени, волновой характер проявляется в определённом распределении характеризующей величины в пространстве, в котором наблюдаемо чередование максимумов и минимумов физической величины. Если, напротив, зафиксировать пространственные координаты, локально наблюдаемая физическая величина совершает колебания.
Волновой циклический процесс состоит из циклов, которые повторяются в пространстве и времени. Колебания — это циклический процесс, в котором циклы повторяются во времени. Например, проекция точки, которая движется по единичной окружности, совершает колебания на отрезке [-1,1]. Соответствие между этими двумя циклическими процессами ( движением по окружности и движением проекции ) используют для графического отображения колебаний. Отображение колебаний с помощью вращающегося вектора амплитуды называется методом векторных диаграмм.

## Колебания
Колебаниями называются процессы, которые повторяются ( во времени ), так, что то в одну сторону, то в противоположную сторону меняется физическая величина, характеризующая явление. В зависимости от физической природы процесса, различают:
- Механические колебания:
  - Колебания пружины, колебания струны ( и мембраны ), колебания маятника.
  - Колебания поршня в цилиндре двигателя внутреннего сгорания, колебания Земной коры во время землетрясений.
  - Колебания давления воздуха во время распространения звука, волнение моря и качка корабля.
- Электромагнитные колебания: колебания в цепи переменного тока, колебания поля.
- Электромеханические колебания: колебания мембраны телефона, колебания диффузора электродинамического громкоговорителя.  [3]

Колебания механической природы и электромагнитной природы подчиняются одинаковым количественным законам. Раздел физики, в котором колебания различной природы рассматривают с одной точки зрения, называется физикой колебаний. 
Система, совершающая колебания, называется колебательной системой. Основные свойства колебательных систем:
- У любой колебательной системы есть устойчивое состояние равновесия.
- Как только колебательная система оказывается выведенной из устойчивого состояния равновесия, появляется сила, возвращающая систему в устойчивое состояние.
- Вернувшись в устойчивое состояние, колеблющееся тело по инерции продолжает движение.[2]

Если колебательная система в начальный момент времени находится в устойчивом состоянии равновесия, колебания не происходят пока на систему не подействует внешняя сила. Если колебательная система выведена из этого состояния, перечисленные свойства приводят к тому, что в системе происходят колебания, которые какое-то время продолжаются.
Колебания, которые происходят без переменных внешних воздействий на колебательную систему, называются свободными колебаниями. В противном случае — колебания называются вынужденными колебаниями. 
Колебания называются периодическими, если численные значения всех физических величин, характеризующих колебательную систему и меняющихся в процессе колебаний, повторяются через равные промежутки времени. Периодические колебания величины {\displaystyle s(t)} называются гармоническими колебаниями, если {\displaystyle s(t)=Asin(\omega t+\varphi _{0})} или {\displaystyle s(t)=Acos(\omega t+\varphi _{1})}. Начальные фазы в аргументах этих тригонометрических функций связаны соотношением {\displaystyle \varphi _{1}=\varphi _{0}-\pi /2}. 
Можно доказать, что величина (  {\displaystyle s} ) совершает гармонические колебания ( с циклической частотой {\displaystyle \omega } ) тогда и только тогда, если она удовлетворяет уравнению {\displaystyle {\frac {d^{2}s}{dt^{2}}}+\omega ^{2}s=0}. Поэтому это уравнение называется дифференциальным уравнением гармонических колебаний. 
Когда система одновременно участвует в разных колебательных процессах, получение закона результирующих колебаний системы называется сложением колебаний. Гармонические колебания двух колебательных процессов называются когерентными, если разность их фаз не зависит от времени. В сложении некогерентных колебаний получаются негармонические результирующие колебания. Для сложения двух одинаково направленных гармонических колебаний можно использовать метод векторных диаграмм. 
При сложении одинаково направленных гармонических колебаний с циклическими частотами  {\displaystyle \omega ,2\omega ,3\omega } и т. д. получаются периодические негармонические колебания с периодом {\displaystyle 2\pi /\omega }. Любое гармоническое колебание можно представить в виде суммы гармонических колебаний с такими частотами: {\displaystyle s=f(t)={\frac {a_{0}}{2}}+\sum _{n=1}^{\infty }(a_{n}cos(n\omega t)+b_{n}sin(n\omega t))={\frac {a_{0}}{2}}+\sum _{n=1}^{\infty }A_{n}sin(n\omega t+\varphi _{n})}, где
{\displaystyle a_{n}={\frac {2}{T}}\int \limits _{-T/2}^{T/2}f(t)cos(n\omega t)\,dt,\,\,(n=0,1,2,...)},
{\displaystyle b_{n}={\frac {2}{T}}\int \limits _{-T/2}^{T/2}f(t)sin(n\omega t)\,dt,\,\,(n=1,2,...)}
Такое представление периодической функции {\displaystyle f(t)} называется её разложением в ряд Фурье. Члены ряда Фурье, соответствующие колебаниям с циклическими частотами  {\displaystyle \omega ,2\omega ,3\omega } и т. д. называются первой, второй, третьей и т. д. гармониками сложного периодического колебания. Совокупность этих гармоник образует спектр колебания. Периодические колебания имеют дискретный спектр частот.  
Непериодические колебания в общем случае имеют сплошной спектр частот. В гармоническом анализе эти сложные колебания представляются в виде интеграла Фурье. 
Некоторые непериодические колебания ( они называются почти периодическими, квазипериодическими ) имеют дискретный спектр частот. Но эти циклические частоты выражаются иррациональными числами. 

## Волны
Различают 2 вида волн: упругие волны и электромагнитные волны.
Упругими волнами называются механические возмущения ( деформации ), которые распространяются в упругой среде. Тело называется упругим, если его деформации, которые появляются под влиянием внешних воздействий, полностью исчезают после прекращения этих воздействий.
Упругие волны в неограниченной среде распространяются, в результате вовлечения в вынужденные колебания всё более и более удалённых от источника волн частей среды. За колеблющиеся частицы сплошной среды, в которой распространяются упругие волны, принимают небольшие элементы объёма.
Упругая волна называется продольной, если частицы среды колеблются в направление распространения волны. Пример — звуковые волны в воздухе ( это — упругие волны малой интенсивности ).
Упругая волна называется поперечной, если частицы среды колеблются перпендикулярно направлению распространения волны. Пример — волны, которые распространяются вдоль струн музыкальных инструментов.
Особое место занимают поверхностные волны. Имеются в виду волны на поверхности жидкости ( возмущения поверхности жидкости ). В поверхностных волнах частицы жидкости одновременно совершают и продольные, и поперечные колебания.  

### Бегущая волна
Бегущей волной называется волна, которая, в отличие от стоячей волны, переносит энергию в пространстве. Уравнением бегущей волны называется зависимость величин, характеризующих колебания среды в распространении волны, от координат и времени.
Упругая волна называется синусоидальной, или гармонической, если соответствующие ей колебания частиц среды являются гармоническими. Частота этих колебаний называется частотой волны.
Волновой поверхностью, или волновым фронтом, называется геометрическое место точек с одинаковой фазой колебаний. Волна называется плоской, если её поверхности представляют собой совокупность параллельных плоскостей. Волна называется сферической, если её поверхности представляют собой концентрические сферы; центр этих сфер называется центром волны.
Уравнение плоской синусоидальной волны: {\displaystyle s=Asin(\omega t-}kr{\displaystyle +\alpha )}, где есть 
k – волновой вектор,
r – радиус-вектор,
{\displaystyle \alpha } – начальная фаза колебаний в 

Уравнение сферической синусоидальной волны: {\displaystyle s={\frac {a_{0}}{r}}sin(\omega t-kr+\alpha )}, где {\displaystyle a_{0}} – это физическая величина, численно равная амплитуде волны на единичном расстоянии от центра волны.
Распространение волны в однородной изотропной среде описывается следующим дифференциальным уравнением в частных производных: {\displaystyle \Delta s={\frac {1}{v^{2}}}{\frac {\partial ^{2}s}{\partial t^{2}}}}, где {\displaystyle \Delta } – это оператор Лапласа и {\displaystyle v} – скорость распространения волны. Плоская и сферическая волна удовлетворяют этому уравнению. Функция {\displaystyle s}, которая характеризует синусоидальную волну с волновым числом {\displaystyle k}, распространяющуюся в однородной изотропной среде, одновременно удовлетворяет двум уравнениям: {\displaystyle \Delta s=-k^{2}s} и {\displaystyle {\frac {\partial ^{2}s}{\partial t^{2}}}=-\omega ^{2}s}.  